# Мэтьюс, Дэвид
Форрест Дэвид Мэтьюс (англ. Forrest David Mathews; род. 6 декабря 1935) — американский политический деятель, министр здравоохранения и социальных служб США (1975—1977).

## Биография
Мэтьюс родился и вырос в Гров-Хилле, штат Алабама. Он учился в Университете Алабамы и Колумбийском университете. Мэтьюс был президентом Университета Алабамы с 1969 по 1975 год и снова с 1977 по 1980 год, в эпоху значительных перемен и инноваций. Он руководил интеграцией университетской футбольной программы под руководством тренера Зала славы Беара Брайанта в 1971 году.

## Карьера
Мэтьюс — один из двух оставшихся в живых секретарей ныне несуществующего Министерства здравоохранения, образования и социального обеспечения. Он работал над восстановлением доверия общественности к правительству и реформированием системы регулирования. Джеральд Форд сказал: «Мэтьюз вносит в эту новую миссию силу молодёжи, чувство цели, навыки ученого и репутацию успешного лидера и администратора, которому доверяют. Это впечатляющий инвентарь по любым стандартам».